# TAI Gökbey
Der TAI T625 ist ein zweimotoriger Mehrzweckhubschrauber von TUSAŞ Aerospace Industries (TAI).

## Geschichte
Im Jahr 2013 startete ein Programm zur Entwicklung eines Hubschraubers, der die Bell UH-1H bei den türkischen Streitkräften ersetzen und bei Polizei und Rettungsdienst zum Einsatz kommen soll. Ein Mock-Up des anfänglich „Ozgun“ genannten T625 (6 t maximale Abflugmasse, 2 Triebwerke, 5-Blatt-Hauptrotor) wurde Anfang Mai 2017 auf der International Defence Industry Fair (IDEF) ausgestellt. Der Bau eines ersten Prototyps startete im Juli 2016, am 6. September 2018 folgte der Erstflug in Kahramankazan bei Ankara. 2023 flog erstmals ein Heli mit dem türkischen Triebwerk. Es wurde angenommen, die Marktreife des Triebwerks im 2028 zu erreichen.
Drei Hubschrauber sollten 2022 an die Jandarma geliefert werden.
2025 bestellte das türkische Militär 57 Helis. Damit waren etwa 83 Maschinen bestellt.
Im türkischen Verteidigungsministerium gehen die 2025 bestellten Hubschrauber zu verschiedenen Betreibern; 15 gehen ans Ministerium, an die Jendarma 14, die Air Force erhält 11 und die Armee 8. 
Die Küstenwache und die Marine erhalten je 6 und 3.

## Konstruktion
Der Hubschrauber hat einen Fünfblatt-Haupt- und einen Vierblatt-Heckrotor, das Fahrwerk ist einziehbar.

## Technische Daten
| Kenngröße             | Daten                                                         |
| --------------------- | ------------------------------------------------------------- |
| Besatzung             | 2                                                             |
| Passagiere            | max. 12                                                       |
| Gesamtlänge           | 15,87 m (über Rotor)                                          |
| Rumpflänge            |                                                               |
| Rumpfbreite           |                                                               |
| Hauptrotordurchmesser | 13,20 m                                                       |
| Höhe                  |                                                               |
| Leermasse             |                                                               |
| max. Startmasse       | 6050 kg                                                       |
| Reisegeschwindigkeit  | 165 kn (306 km/h)                                             |
| Höchstgeschwindigkeit |                                                               |
| Dienstgipfelhöhe      | 20.000 ft (ca. 6.100 m)                                       |
| Steigrate             |                                                               |
| Reichweite            | ca. 740 km oder 950 km mit Zusatztank                         |
| Triebwerk             | 2 × LHTEC CTS800-4AT (Spätestens für 2024 TEI TS1400 geplant) |
| Startleistung         | 2 × 1024 kW                                                   |